# ماركوس كورث
ماركوس كورث (بالألمانية: Markus Kurth)‏ (30 يوليو 1973 بنويس في ألمانيا - ) هو لاعب كرة قدم ألماني في مركز الهجوم. لعب مع باير 04 ليفركوزن وروت فايس إيسن ونادي دويسبورغ ونادي كولن ونادي نورنبرغ وTSV Germania Windeck ‏.

## روابط خارجية
- ماركوس كورث على موقع قاعدة بيانات كرة القدم.إي يو (الإنجليزية)
- ماركوس كورث على موقع بيانات كرة القدم. دي إي (الألمانية)
- ماركوس كورث على موقع عالم كرة القدم.نت (الإنجليزية)